# Сто шкіл
Сто шкіл кита́йської ду́мки (кит.: 诸子 百家, піньїнь: zhūzǐ bǎijiā) — збірна назва для інтелектуальних течій доімперського та раннього імперського Китаю (770—221 роки до н. е.). Багато філософських текстів, що представляють школи, не збереглися, однак ті, що залишились, підтверджують розмах філософської думки в цю епоху, а її значення для подальшого розвитку філософії в Китаї аналогічне ролі та значенню грецької античної філософії.

## Класифікація шкіл
Конфуціанство та даосизм — дві головні течії китайської думки. Однак такими вони стали тільки в процесі довгої еволюції, а в 5-3 ст. до н. е., в період «воюючих держав», вони були тільки двома з багатьох шкіл, що змагалися між собою, розвивали свої ідеї. У цей період їх було так багато, що китайці говорять про них як про «сто шкіл».
Першу класифікацію філософських шкіл провів Сима Тань в трактаті «Основні вказівки про шість шкіл»:
1. Школа інь і ян (кит.: 阴阳家, Інь ян цзя);
2. Школа конфуціанців, літераторів (кит.: 儒家, Жу цзя) ;
3. Школа моїстів (кит.: 墨家, Мо цзя);
4. Школа імен (кит.: 名家, Мін цзя);
5. Школа юристів, легістів (кит.: 法家, Фа цзя);
6. Школа шляху і сили, даоси (кит.: 道家, дао де цзя, дао цзя)[1].

Син Сими Тань, знаменитий історик Сима Цянь, включив цей трактат як 130-ту главу у свої «Історичні записки». Класифікацію шкіл продовжив Лю Сінь. Вона збереглася в повторенні її Бань Гу (32-92 роки) в «Історії ранньої династії Хань». До числа названих Лю Синь додав ще чотири школи: «дипломатів» (кит.: 縱橫家, цзун хен цзя) «еклектиків» (Цза цзя), «аграрників» (кит.: 農家, нун цзя), «літераторів» (сяо шо цзя) Остання не мала самостійного значення, і загальне число шкіл зводилося до дев'яти: «дев'ять течій, десять шкіл» (九流十家). Група авторів робіт з військової справи (кит.: 兵家) також не включалася в розряд шкіл

## Характеристика шкіл

### Принципи школи інь і ян

Інь і ян

Перша — «інь-ян цзя», або школа «інь-ян», школа натурфілософів. Вона отримала свою назву від принципів інь і ян, які в китайській думці вважаються двома головними принципами космології. Інь — жіноче начало, ян — чоловіче. Як вважають китайці, всі космічні явища є результат взаємодії і комбінацій інь і ян. Головним представником цієї школи вважається Цзоу Янь. Також до представників цієї школи відносять Цзи-Вея (історик і астроном-астролог VI—V ст.. до н. е.), напівміфічного Жунчен-цзи, Чжана Цана (III—II ст. до н. е.). Є згадки, що Конфуцій також займався проблемами календаря.

### Конфуціанство
Конфуціанство не є цілісним вченням. Окремі його елементи тісно пов'язані з розвитком древнього і середньовічного китайського суспільства, яке допомагало утворювати і консервувати деспотичну централізовану державу. Як певна теорія організації суспільства, конфуціанство зосереджується на етичних правилах, соціальних нормах і регулюванні управління, при формуванні яких воно було досить консервативним. Конфуцій сам про себе говорив:
|  | Викладаю старе і не створюю нового. |

#### Конфуцій

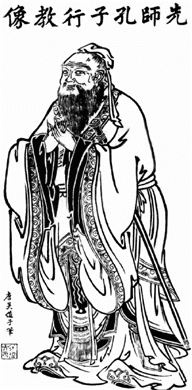
Конфуцій

Ім'я Конфуція (551—479 до н. е.) — латинська версія імені Кун Фу-цзи (вчитель Кун). Цей мислитель (власне ім'я Кун Цю) вважається першим китайським філософом і його життєпис було збагачено пізнішими легендами. Відомо, що спочатку він був дрібним чиновником у державі Лу, пізніше протягом ряду років мандрував по державах Східного Китаю. Кінець життя присвятив учням, їх навчанню та впорядкуванню деяких класичних книг (цзін). Був одним з багатьох філософів, вчення яких під час династії Цинь було заборонено. Великий авторитет і майже обожнювання він придбав в епоху династії Хань і аж до новітнього часу шанувався мудрецем і першим учителем.
Думки Конфуція збереглися у формі його бесід з учнями. Записи висловів Конфуція і його учнів у книзі «Бесіди і судження» (Лунь Юй) є найнадійнішим джерелом для дослідження його поглядів. Конфуцій, стурбований розкладанням суспільства, зосереджує увагу на вихованні людини в дусі поваги і шанобливості по відношенню до оточуючих, до суспільства. У його соціальній етиці особистість є особистістю не «для себе», але для суспільства. Етика Конфуція розуміє людину у зв'язку з її соціальною функцією, а виховання — це підведення людини до належного виконання цієї функції. Такий підхід мав велике значення для соціально-економічного впорядкування життя в аграрному Китаї, однак він вів до редукції індивідуального життя, до певного соціального стану і діяльності. Індивід був функцією в соціальному організмі суспільства.
Початкове значення поняття порядку (чи) як норми конкретних відносин, дій, прав і обов'язків в епоху династії Західної Чжоу Конфуцій піднімає до рівня зразкової ідеї. Порядок у нього встановлюється завдяки ідеальній загальності, відношенню людини до природи і, зокрема, відносинам між людьми. Порядок виступає як етична категорія, що включає також правила зовнішньої поведінки — етикет. Справжнє дотримання порядку веде до належного виконання обов'язків.
|  | Якщо благородний муж (цзюнь цзи) точний і не розтрачує часу, якщо він чемний до інших і не порушує порядку, то люди між чотирма морями є його братами. |

Порядок наповнюється чеснотою (де):
|  | О Цзи-чані говорив учитель, що він має чотири із чеснот, що належать шляхетному чоловікові. У приватному поведінці він чемний, на службі — точний, людяний і справедливий до людей. |

Таке виконання функцій на основі порядку з необхідністю приводить до прояву людяності (жень). Людяність — основна з усіх вимог, що пред'являються до людини. Людське існування є настільки соціальним, що воно не може обійтися без наступних регуляторів:
- а) допомагай іншим досягти того, чого б ти сам хотів досягти;
- б) чого не бажаєш собі, того не роби іншим[1].

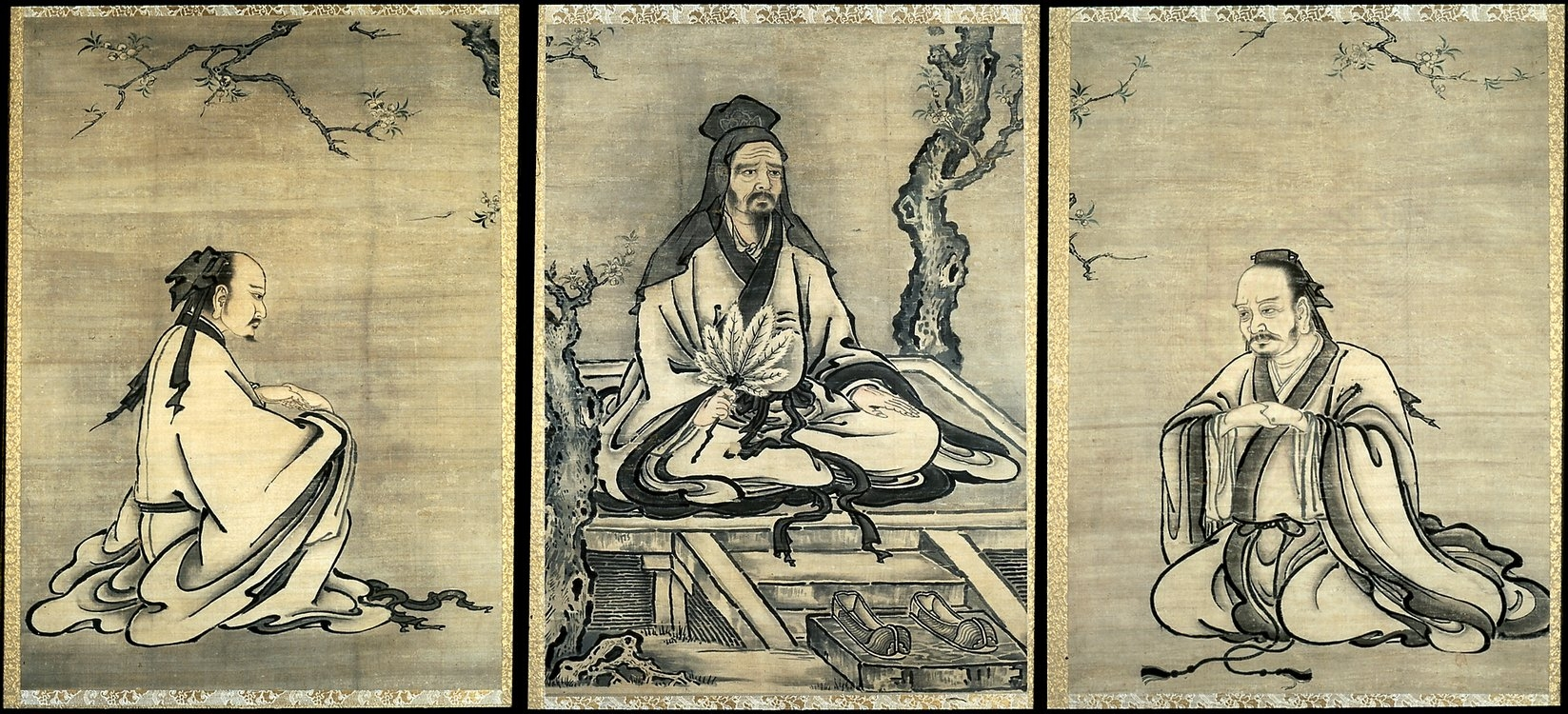
Конфуцій і його учні Янь Хуей і Цзен Сань на Абрикосовому вівтарі Художник Кано Таніу (Kano Tanyu, 1602—1674) Музей витончених мистецтв, Бостон, штат Массачусетс, США

Люди різняться в залежності від сімейного, а потім соціального стану. З сімейних патріархальних відносин Конфуцій виводив принцип синівської і братерської доброчинності (сяо-ті 孝悌). Соціальні відносини є паралеллю відносин сімейних. Відносини підданого і правителя, підлеглого і начальника такі ж, як відносини сина до батька і молодшого брата до старшого.
Для дотримання субординації і порядку Конфуцій виробляє принцип справедливості і справності (ї). Справедливість і справність не зв'язані з онтологічним розумінням істини, чим Конфуцій спеціально не займався. Людина повинна чинити так, як велить порядок і її становище. Справна поведінка — це поведінка з дотриманням порядку і людяності, бо «благородний муж розбирається в тому, що є справне, так само як малі люди розбираються в тому, що вигідно». Такий шлях (дао) створених, які володіють моральною силою (де) і яким має бути довірено управління суспільством.

#### Мен-цзи

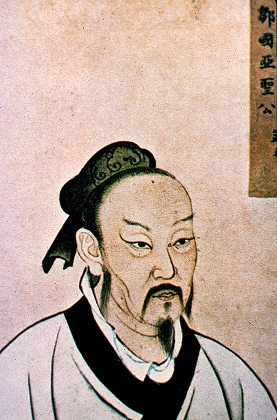
Мен-цзи

Мен-цзи (Мен Ке — 371—289 до н е..) був продовжувачем Конфуція, захищав конфуціанство від нападок з боку інших тодішніх шкіл. В рамках розвитку конфуціанства Мен-цзи виробив концепцію людської природи, він розвивав думки Конфуція про моральне благо і відносної освіченості до цього блага. Благо — абстрактна етична категорія, під якою мається на увазі порядок (чи) при проходження шляхом (дао). Згідно з Мен-цзи, людська природа наділена благом, хоча ця природа і не завжди проявляється. Так, людина може відхилятися від порядку речей, від шляху, і відбувається це під впливом обставин, в яких вона живе, бо в людині є і низькі біологічні інстинкти. Благо в кожній людині може реалізуватися чотирма чеснотами, основою яких є знання, бо пізнання порядку речей, світу і людини веде до реалізації в суспільстві:
- 1) людяності (жень),
- 2) справності (і),
- 3) ввічливості (чи),
- 4) знання (чжи)[1].

У концепції Мен-цзи послідовно проводиться висунутий Конфуцієм принцип синівської і братерської доброчинності (сяо ти). До ієрархії п'яти зв'язків у цьому принципі Мен-цзи відносить також правителя, який повинен бути знаючим, мудрим і володіти моральною силою (де). Для його влади характерний принцип людяності (жень чжен). Якщо ж правитель ігнорує цей принцип, а особисту силу, яка витікає від знання, заміняє тиранією (ба), народ має право його повалити. Ця по суті політична програма тісно пов'язана також з приналежністю людини до світу, зверненого до неба (тянь). Небо Мен-цзи розуміє як ідеальну силу, що наділяє людину існуванням і соціальною функцією (виходить, і владою). Людина існує завдяки небу і тому є його частиною, так само як і природа. Різниця між «тянь», яке повідомляє людині природу його існування, і людиною може бути подолано культивуванням, вдосконаленням цієї природи до чистої форми.

#### Сюнь-цзи
Сюнь-цзи, справжнє ім'я — Сюнь Цинь (III ст. до н. е.), полемізуючи з Мен-цзи, висунув протилежні погляди на сутність неба, виступив проти концепції людської природи. Сюнь-цзи був найвизначнішим конфуціанцем періоду ста шкіл. Небо він розумів як постійне, що має свій шлях (тянь дао) і наділене силою, що повідомляє людині сутність і існування. Разом з землею небо з'єднує світ в єдине ціле. Звідси випливає, що людина є частиною природи. Більш того, на противагу Мен-цзи він висуває тезу про погану природу людини, а всі його здібності і гарні властивості є результатом виховання. Люди організовуються і об'єднуються в суспільство, щоб здолати природу. Роблять вони це, однак, при строгому розмежуванні функцій і відносин.
|  | Якщо ми визначаємо межі моральної свідомості, то ми маємо гармонію. Гармонія означає єдність. Єдність множить сили … Якщо людина сильна, вона може перемагати речі. |

Заслуговує уваги поділ природи у Сюнь-цзи:
1) явища неживі, що складаються з «ци» — матеріальної речовини,
2) явища живі, що складаються з матеріальної речовини і які мають «шен» — життя,
3) явища, що складаються з матеріальної речовини, які живуть і які мають «чжі» — свідомість,
4) людина, що складається з матеріальної речовини, що живе, що володіє свідомістю, що має, крім того, і моральну свідомість — «і».
Людина утворює імена для того, щоб називати речі, відносини і поняття, розрізняти і чітко визначати явища дійсності. Тут можна помітити відгомін «Книги змін». Сюнь-цзи зачіпає і питання онтології мови. Понятійне освоєння дійсності відбувається за допомогою розуму. Чуттєве зіткнення з реальністю є першою сходинкою пізнання, наступний щабель — розумне пізнання (синь — буквально: серце). Розум повинен задовольняти три основні умови, з яких головна — «чистота» розуму від усіх психологічних перешкод.
Сюнь-цзи, хоча його і зараховують до конфуціанців, долає класичне розуміння порядку в конфуціанській соціальній етиці. Здібності людини не є фатальними, або спадковими, зумовленими, вони повинні відповідати отриманому вихованню. Такий підхід, так само як і підкреслення абсолютного авторитету правителя, наближає його до школи легістів. Його ідеї розвинув нащадок Сюнь Юе.

### Даосизм
Одним з найважливіших напрямків розвитку філософської думки в Китаї поряд з конфуціанством був даосизм. В центрі уваги даосизму стоять природа, космос і людина, однак ці початки осягаються не раціональним шляхом, конструюванням логічно послідовних формул (як це робиться в конфуціанстві), а за допомогою прямого понятійного проникнення в природу існування. Світ перебуває в постійному русі і змінах, розвивається, живе і діє спонтанно, без будь-яких причин. В онтологічному вченні саме поняття шляху — дао — є центральним. Мета мислення, за даосизмом, є «злиття» людини з природою, так як вона є її частиною. Тут не позначається ніяких розмежувань у відношенні «суб'єкт-об'єкт».

#### Лао-цзи

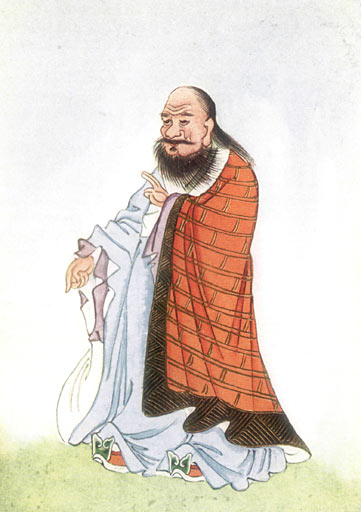
Лао-цзи

Лао-цзи (старий учитель) вважається старшим сучасником Конфуція. Згідно з ханським істориком Сима Цянем, його справжнє ім'я було Лао Дань. Лао-цзи приписується авторство книги «Дао де цзін», яка стала основою подальшого розвитку даосизму (цю назва книга отримала в епоху династії Хань). Книга складається з двох частин (у першій йдеться про шлях «дао», у другій — про силу «де») і являє собою вихідні принципи даоської онтології.
Дао — це поняття, за допомогою якого можливо дати універсальну, всеосяжну відповідь на питання про походження і спосіб існування всього сущого. Воно в принципі безіменне, скрізь проявляється, бо є «джерело» речей, але не є самостійною субстанцією, або сутністю. Саме «дао» не має джерел, початку, є коренем усього без власної енергетичної діяльності.

| Дао, яке можна виразити словами, не є постійне дао, ім'я, яке можна назвати, не є постійне ім'я … Однаковість — ось глибина загадковості[1]. |
У ньому ж все відбувається (дається), воно — передбачений шлях.

| Існує щось — безтілесне, безформне, а, проте, готове і завершене. Яке воно беззвучне! Позбавлене форми! Варто само і не змінюється. Проникає усюди, і ніщо не загрожує йому. Можна вважати його матір'ю всього сущого. Його ім'я не знаю. Позначається як «дао». Змушений дати йому ім'я, називаю його досконалим. Досконале — тобто вислизаюче. Вислизає — тобто віддаляється. Віддаляється, тобто повертається[1]. |
Дао, однак, не визначає телеологічний зміст у речах. Онтологія «Дао де цзін» є атеїстичною, тому що, згідно з дао, мир перебуває в спонтанному, невизначеному русі. Дао є тотожність, однаковість, що припускає все інше, а саме: дао не залежить від часу, як смуга виникнення, розвитку і загибелі Всесвіту, але є фундаментальна і універсальна єдність світу. Як поняття, що виражає суще, дао існує постійно, скрізь і у всьому, і перш за все для нього характерна бездіяльність.
Дао (шляхи) внутрішньо притаманна власна творча сила «де», через яку дао проявляється в речах при впливі «інь» і «ян». Розуміння «де» як індивідуальної конкретизації речей, для яких людина шукає імена, радикально відрізняється від антропологічно спрямованого конфуціанського розуміння «де» як моральної сили людини. Дотримання «міри речей» є для людини головним життєвим завданням. Недіяння або, скоріше, діяльність без порушення цієї міри (у вей) є не заохоченням до деструктивної пасивності, але поясненням співтовариства людини і світу на єдиній основі, якою є дао. Чуттєве пізнання спирається тільки на частковість і «заводить людину на бездоріжжя».
Відхід в сторону, відсторонення характеризують поведінку мудреця. Осягнення світу супроводжується тишею, в якій розуміючий чоловік опановує світом. Це радикально протилежно конфуціанській концепції «благородного мужа» (освіченого чоловіка), який повинен вправлятися в навчанні і управлінні іншими.

#### Чжуан-цзи

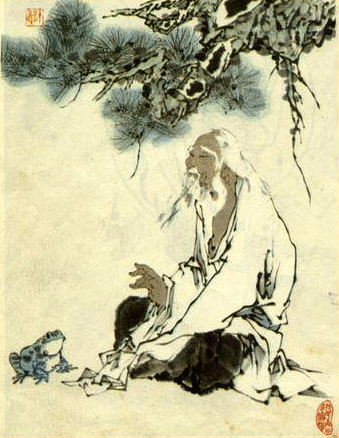
Чжуан-цзи

Чжуан-цзи (369—286 до н е..), справжнє ім'я — Чжуан Чжоу, — найвидатніший послідовник і пропагандист даосизму. В області онтології він виходив з тих же принципів, що і Лао-цзи. Однак з його думками про можливість «природного» упорядкування суспільства на основі пізнання дао Чжуан-цзи не згоден. Він індивідуалізує пізнання дао, тобто процес і кінцевий результат осягнення характеру існування світу, аж до суб'єктивного підпорядкування навколишньої дійсності. Фаталізм, який був далеким Лао-цзи, притаманний Чжуан-цзи. Суб'єктивну байдужість він розглядає насамперед як порятунок від емоцій і зацікавленості. Цінність всіх речей однакова, бо всі речі закладені в дао і їх не можна порівнювати. Будь-яке порівняння — це підкреслення індивідуальності, зокрема і тому одностороннє. Знання істини, істинності не дано пізнанню людині:

| Чи буває так, що хтось правий, а інший помиляється, або так, що обидва мають рацію або обидва помиляються? Це неможливо знати ні вам, ні мені, ні іншим людям, які шукають істину в мороці ...Про щось говоримо, що воно істинне. Якби те, що є істинність, повинне було бути таким з необхідністю, то не потрібно було б говорити про те, чим воно відрізняється від неістинності[1]. |
Чжуан-цзи при всьому своєму скептицизмі виробив метод осягнення істини, в результаті якого людина і світ утворюють єдність. Мова йде про необхідний процес забування (ван), який починається від забуття розходжень між істинністю і неістинністю аж до абсолютного забуття всього процесу осягнення істини. Вершиною є «знання, яке вже не є знанням».
Пізніша абсолютизація цих думок зблизила одну з гілок даосизму з буддизмом, який утвердився на китайському ґрунті в IV столітті і особливо в V столітті.

### Школа імен
З історичними змінами в суспільних структурах виявилася неадекватність існуючого найменування речей. У багатому живильному середовищі епохи розквіту ста шкіл виник напрямок думки, що орієнтується на вирішення проблем мовного вираження дійсності. Цей напрямок стимулювався також розвитком абстрактного мислення в Китаї тієї епохи. Школа імен досліджувала відносини речей і саме вираження цих відносин, а потім відповідність суджень і найменувань.

#### Хуей Ши
Хуей Ши (350—260 до н. е.) був головним представником тих, хто звертав увагу на значну неадекватність чисто зовнішніх характеристик речей, бо кожне найменування, що відображає характер речі, відбувається при порівнянні її з іншими речами. Від творів Хуей Ши збереглися лише фрагменти, включені в книгу Чжуан-цзи. Відносність людських суджень стосується тимчасової і просторової визначеності. Усвідомлення відносин між окремими предметами визначено їх онтологічним єдністю:

| Коли дуже тотожні речі відрізняються від речей, з якими вони мало тотожні, це називається тотожністю різного. Однак всі речі зрештою і тотожні і різні, що називається великим тотожністю різного[1]. |

#### Гунсунь Лун
Гунсунь Лун (284—259 до н. е.) досліджував питання правильності найменування речей, як можна зрозуміти з трактатів, що збереглися у книзі Гунсунь Лун-цзи.

Філософи школи імен звернули увагу на необхідність пояснення найменування речей з них же самих, на неточність чисто зовнішнього найменування речей лише по окремих чуттєвим знакам. З інших філософів цієї школи можна назвати Інь Вень-цзи і Ден Сі-цзи, останній точно сформулював мету школи імен: 
|  | Істина, що відкривається дослідженням імен, є вищою істиною. Імена, відкриті істиною, є загально власними іменами. Коли ці два способи взаємно з'єднуються і доповнюються, людина знаходить речі і їхні імена. |

### Моїзм

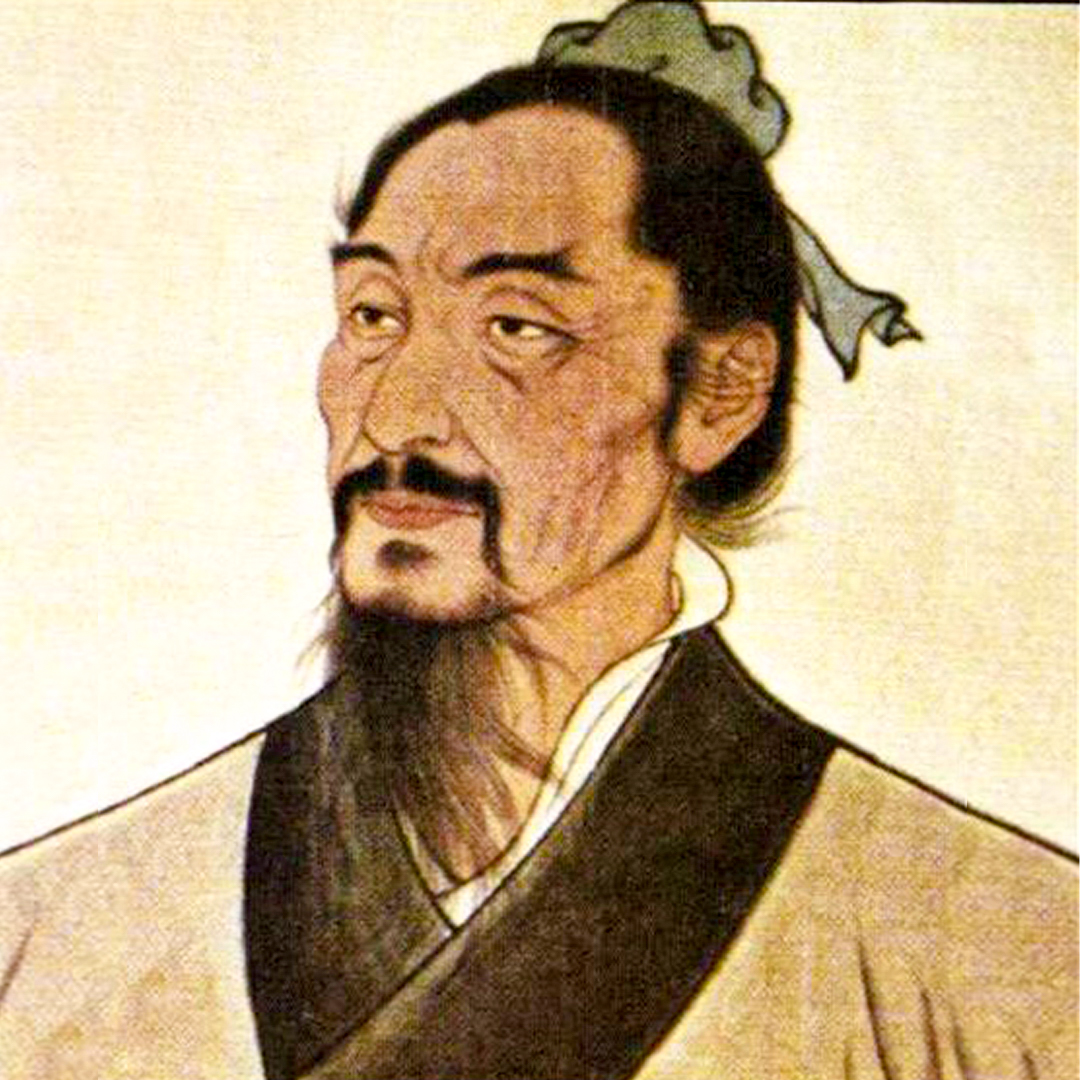
Мо-цзи

Моїстська школа отримала назву по імені засновника Мо Ді (479—391 до н. е.). Головна увага в ній насамперед приділяється проблемам соціальної етики, що зв'язується за допомогою суворої організації з деспотичною владою глави. Фізична праця в школі був основою прожитку її послушників. Вчення моїстів — корінна протилежність вченню Конфуція. Весь зміст полягав в ідеях загальної любові (цзянь ай) і успішності, взаємної користі. Обов'язковою для всіх людей у суспільстві повинна бути загальна міра взаємної людяності, усі повинні хвилюватись про взаємну користь. Теоретичні дослідження — марна розкіш, прагматична доцільність, закладена в трудовій діяльності, — необхідність. Мо Ді у своєму вченні визнавав небесну волю, яка повинна була вплинути на твердження моїстських принципів.
Уже після його смерті моїсти звертаються і до питань пізнання. Вони цікавляться і самим процесом пізнання, і передумовами сили і достовірності знання. Пізнання відбувається за допомогою чуттєвого зіткнення з дійсністю, а також шляхом розуміння сприйнятого почуттями. Монети формулюють вимогу пристосування імен до речей, засновують категорію малих і великих причин виникнення речей, підкреслюють потребу перевірки суджень досвідом. Мо-цзи належить ряд афоризмів. Серед них:
|  | Хорошому в давнину потрібно слідувати, але потрібно створювати і сучасне хороше. |

### Цзоу Янь і п'ять елементів
У «Книзі історії» і в інших стародавніх текстах можна знайти судження про елементи матеріального характеру. П'ять елементів (у син) — вода, вогонь, дерево, метал, земля — є центральною темою філософії Цзоу Яня (III ст. до н. е.). Його твори, проте, не збереглися. Про Цзоу Яня і його вчення найповнішу інформацію дає ханьский історик Сима Цянь.
Цзоу Янь умоглядним шляхом створив концепцію розвитку світу, в основі якої п'ять змінюваних елементів. Елементи змінюються відповідно до свого характеру, який визначається силою. При її допомозі вони долають опір один одного в наступному порядку: земля, дерево, перемагає землю, метал, який перемагає дерево, вогонь, який перемагає метал, вода, яка перемагає вогонь, і знову земля, яка перемагає воду. Характер сил взаємного подолання був приписаний п'яти елементам з точки зору їх використання людиною.
Цій змінюваності елементів відповідає зміна династій в суспільстві, кожна династія править під знаком певного елемента. Спекулятивний механіцизм проявляється і в онтологічних аспектах маніпуляцій з п'ятьма елементами. Просторові, часові та інші характеристики з'єднуються в групи по п'ять, які відповідають певним елементам. Таким чином, весь світ перебуває в гармонії. Якщо ж відбувається порушення в якійсь з цих груп, весь механізм світу виявляється в стані дисгармонії.
Концепція школи п'яти елементів знайшла відгук у подальшому розвитку китайської філософії, зокрема завдяки Дун Чжуншу.

### Легізм
Легізм формується майже виключно як вчення, яке зосередило головну увагу на питаннях соціально-політичних змін в епоху «воюючих держав». Його представники займалися проблемами соціальної теорії (в сфері інтересів старої деспотичної аграрної держави) і проблемами, пов'язаними з державним управлінням. Патріархом легістів вважається Шень Бухай (400—337 до н е..). Його теорія державного управління використовувалася в епоху династії Хань і включена у зміст конфуціанства. Про радикальні погляди і нововведення, які легісти внесли в життя держави і суспільства одночасно з гострою критикою конфуціанства як свого головного противника, свідчить «Книга володаря Шан» (Шан цзюнь шу, III ст. до н. е.), яку було утворено в колі учнів Ґунсунь Яна, славнозвісного реформатора держави Цінь.

| Хто розумний — створює закони, хто дурний — законами обмежений. Хто здатний — змінює порядок, хто нездатний — той порядком пов'язаний. З людиною, яка пов'язана порядком, не варто говорити про справи, а з людиною, який обмежена законами, не варто говорити про зміни[1]. |

#### Хань Фей-цзи
Хань Фей-цзи (Хань Фей) (пом. в 233 р. до н. е.) — найвидатніший представник легізму, учень конфуціанця Сюнь-цзи. Його ідеї застосовував на практиці імператор Цінь Ши-хуан. Хань Фей часто використовує поняття, вироблені іншими школами, по-своєму їх інтерпретує і наповнює новим змістом. Це стосується, зокрема, традиційних конфуціанських категорій, порядок (чи), чеснота (де) і людяність (жень). Багато часу він присвячує інтерпретації «Дао де цзін». В онтологічному аспекті Хань Фей прагне поєднати різні поняття цих шкіл в нову систему.

| Шлях (дао) — це те, що робить речі такими, як вони є, це те, що утворює порядок (чи). Порядок - це те, що утворює лице речей … Речі не можуть наповнюватися одного разу, і в цьому виявляються інь і ян[1]. |
Порядок в суспільстві це лише чисто зовнішнє приховування недоліків. Необхідно заново відрегулювати відносини між людьми, і зокрема між правителем і суспільством. Так, правитель тільки видає закони (фа) і укази (мін), в глиб же інтересів суспільства не проникає (у вей), бо в рамках цих законів вироблена лише система нагород і покарань. Хань Фей розвиває далі думку Сюнь-цзи про погану природу людини. Людина прагне до особистого успіху, і це слід використовувати в суспільних відносинах. Підданий продає свої здібності, щоб натомість отримати щось корисне і вигідне. Закони служать для регуляції цих відносин.

| Якщо змінюються закони (фа) і укази (мін), то змінюються вигоди і невигоди. Змінюються вигоди і невигоди, змінюється і напрямок діяльності людей[1]. |
Значить, не просто порядок, а закони правителя «створюють» людей. Місце правителя визначено божественними небесами. Своє розуміння закону Хань Фей протиставляє аналогічним поняттям інших шкіл, інтерпретуючи їх по-своєму.
Подібним чином дається пояснення суті розвитку суспільства. Не можна повторювати минуле. Новій історичній дійсності повинні відповідати нові способи управління. Оглядки на порядок в конфуціанському сенсі марні і знаходяться в суперечності з характером нових законів. Хань Фей виступив проти інших шкіл, що оспівують минуле і відкидають сучасність. Імператор Цінь Ши-хуан, найвидатніший з правителів династії Цинь, дуже поважав Хань Фея і тому під страхом смерті заборонив діяльність інших шкіл і навчань. Їх книги спалювалися. Сам Хань Фей в умовах цієї пов'язаної з його ім'ям атмосфери насильства і жорстокості скінчив життя самогубством.

### Школа воєнної стратегії
- Сунь-цзи
- У-цзи

### Еклектики
Для цих мислителів характерно прагнення поєднати в одну систему погляди та концепції різних шкіл. Вони стверджували, що кожна зі шкіл осягає дійсність своїм способом і необхідно ці способи об'єднати в таку цілісність, яка була б новою універсальною системою інтерпретації світу. Можна назвати ряд представників цього напрямку: Гуань-цзи, який написав текст «Гуань-цзи», Люй Бувей, який створив книгу «Люй ши Чунь цю» («Весни і осені пана Люя»). Останній був головним міністром в державі Цинь (пом. в 235 р. до н. е.). Його книга являє собою збірник текстів різних шкіл. Книга має цінність історичного документа.